# アレン・フランセス
アレン・J.フランセス（Allen J. Frances、1942年 - ）は、医学博士で、『診断と統計のマニュアル第4版』（DSM-IV）の編集委員長として知られるアメリカの精神科医である。彼は、診断のインフレによる精神医学の拡大する境界を警告し、それは正常が飲み込まれ、健康を気にする人に対する過剰な治療は、より重篤な病気を治療するという核となる使命から注意を逸らす事になると述べている。2013年、フランセスは「精神医学的な診断は、客観的な生物学的検査よりはいまだ不確実性のある主観的な判断に頼っている」と主張する。

## 教育と経歴
フランセスは、1942年にニューヨークにて生誕する。彼は、1963年にコロンビア大学にて医学部進学課程と経済学の学士を取得；1967年に、ニューヨーク州立大学南部医療センターにて医学博士を取得；1971年に、ニューヨーク長老派教会病院とニューヨーク州精神医学研究所における精神科研修を修了する；1978年に、コロンビア大学精神分析学研修・研究センターから精神分析医の修了証明書を受け取る。彼は、コーネル大学医学部で初期のキャリアを送り、そこで教授の地位に上り詰め、外来患者の部門を率い、患者を診て、教え、認知療法プログラムを確立し、統合失調症、うつ病、不安障害とエイズのための専門クリニックの調査を進展させた。彼の学術的な経歴の至る所で、フランセスは、パーソナリティ障害、慢性うつ病、不安障害、統合失調症、エイズ、また心理療法と、臨床分野の驚くほど広い領域における調査員と多数の著作とで活発的であった。彼の著書『精神科鑑別治療学』（Differential Therapeutics）は
患者と治療法の一致をいかに最良とするかの決定のための証拠と選択性の提示を試みた。治療法の限界に対する彼の認識は、1981年の論文「最適な処方として何の治療も行わないこと」をもたらした。フランセスは、定評のある2つの雑誌の創刊者かつ編集者であった：パーソナリティ障害雑誌：Journal of Personality Disordersと精神科実践雑誌：Journal of Psychiatric Practiceである。また1991年には、デューク大学医学部の精神医学部の部長となり、前任者のバーナード·キャロルが手掛けていた、優れた研究、研修、臨床プログラムの拡大を助力した。
日本人の教え子に雅子妃の主治医である大野裕医師がいる。

## 精神疾患の診断マニュアル

### DSM-IV
DSMは精神障害の定義を提供し、臨床ガイドライン、研究、教育、法廷、精神保健治療の適格性、学校サービス、障害給付にと広範に用いられている。フランセスは、DSM-III（1980年出版）DSM-III-R（1987年出版）の作成に手を貸し、1994年に出版されたDSM-IVの編集委員長であった。初期のDSM改定版は障害の定義を作成するために専門家の意見に頼っていた。DSM-IVは、より保守的な改定版であり、変更には、文献調査、データの再分析、実地試験から引き出された科学的根拠の高い閾値による正当化を要求した。新しい診断のための94の提案のうち、2つだけが受理された—アスペルガーと双極性障害II型である。
DSM-IVソースブックは、すべての決定を支援した論理的根拠と科学的根拠を記録している。注釈文が追加される小改定が2000年に行われた（DSM-IV-TR）。その保守的な意図と注意深い方法論をよそに、DSM-IVは診断のインフレを防止できなかった。
注意欠陥多動性障害の罹患率が3倍になったのは、1997年に製薬会社が強烈なマーケティングを行った結果である—新しい患者向けの薬の導入を扇動し、消費者への直接的な広告を違法とする連邦政府による禁止を除去することで促がされた。自閉症の罹患率が20倍に増加したのは、主としてそれが特別な学校サービスのための要件となったことに続く、ルーズな診断による。双極性障害の罹患率が2倍になったのは、主として製薬会社のマーケティングによる。
また、小児における双極性障害が40倍になったのは、気分変動を示さない気まぐれな子供が双極性障害を持つというように、思想的指導者や製薬会社が開業医を説得したことによる—このような意見はDSM-IVによって破棄されている。後にフランセスは、DSM-IVでは、診断基準を厳重にし、過剰診断に対するより具体的な警告を提供することで診断のインフレの危険性に対して、しっかりと戦うべきであったと感じていた。精神科医のマイケル・ファーストと共に『わたし大丈夫？：精神科医のバイブルの初心者向けガイド』（未邦訳Am I Okay?: A Layman's Guide to the Psychiatrist's Bible）を共同執筆している。

### DSM-5
2010年月には、フランセスはサイコロジー・トゥディにおいて「窮地にあるDSM-5：精神健福の実践と研究におけるDSMの影響」という週刊ブログをはじめ、しばしば『サイキアトリック・タイムズ』と『ハフィントン・ポスト』に同時投稿した。彼の多くの投稿は、DSM-5編集委員会が既存の障害（注意欠陥多動性障害、自閉症、薬物依存症、パーソナリティ障害、双極性II型障害）を診断するための閾値を下げていることに関してであり、また彼は推論的な障害（弱・精神病症状症候群）、重篤気分調節症、身体症状障害)の追加に困惑していた。彼が主張していたことは、オーストラリアの精神科医パトリック・マクゴリーのような精神病の早期介入の支持者によって推進される弱・精神病症状症候群の診断は危険であり、それは高い不正確率で、若年者に烙印を押す可能性があり、いかなる有効な治療法も存在していないし、危険な抗精神病薬が子供や若年者に与えられる危険性がある。大うつ病性障害の診断から、死別による除外の項を廃止することは、正常な悲哀を精神疾患として名前を付け治療するという、別の特別な懸念がある。編集委員会が、早期発見と治療に焦点を当てている間、フランセスは、診断のインフレ、過剰投薬、正常の境界が交わることを警告した。DSM-5編集委員会は非公開の作業であるという当初の訴えに加えて、フランセスは予定よりも遅れ1年延長し、後続する品質管理の手順が省略されていることを指摘した。彼はさらなる延期と、外郭団体によるその発案の審査が求められると推奨した。
米国精神医学会には内部審査があり、彼による外部の協議の提案を却下した。2012年5月、その分野の評定者内の信頼性の検査を公表し、論争のある障害のいくつかは、信頼できないとして除外され（弱・精神病症状症候群と混合型不安鬱）、また信頼性は概して期待外れとなっていた。APAの評議会は、複雑な「横断的」次元評定を排除したが、多くの異議が唱えられた領域は残ったままであった。広範なボイコットが起きた。
フランセスの執筆は、DSM-5改定版の様々な批判が加わり、最終的に外部審査を要求する請願につながり、56の精神福祉団体の後援の下、14000人以上の署名が集まった。ほぼ3年のブログの過程で、フランセスは、単にDSM-5診断マニュアルの詳細を述べる以上の代弁者となった。精神科の薬の過剰使用に反対することをはっきりと述べた—特に子供において；国際的な診断のインフレに向かう広い傾向—正常を病的とみなす；精神科実務への製薬企業の侵入；また、科学的正当化のない単独の生物学的パラダイムに精神医学を進展させるのは時期尚早である。途中、彼は2冊の著作を書いた：『正常を救え：精神科の診断の暴走、DSM-5、大手製薬会社、そして当たり前の生活の医療化に反対するある内部関係者の抵抗』と『精神科診断のエッセンス』は、臨床医を指南し、不当な診断にあふれるのを抑える手助けする意図がある。彼は、新しい『サイコロジー・トゥディ』のブログ、「正常を救え」（Saving Normal）での執筆活動を続けることを決めている。
2013年に、アレン・フランセスは、「精神医学的診断における信頼の新たな危機」と題する論文にて「精神医学的な診断は、客観的な生物学的検査よりはいまだ不確実性のある主観的な判断に頼っている」と書いた。彼は「予測できない過剰診断」について懸念していた。